# Морнарички истражитељи: Лос Анђелес (13. сезона)
Тринаеста сезона америчко полицијо-процедуралне драме МЗИС: Лос Анђелес премијерно је емитована од 10. октобра 2021. године до 22. маја 2022. године на каналу ЦБС. Радња серије Морнарички истражитељи: Лос Анђелес прати рад измишљене екипе посебних агената из Одељења за специјалне пројекте Морнаричко-злочинско истражитељске службе. У серији глуме Крис О'Донел, Данијела Руа, Ерик Кристијан Олсен, Медалион Рахими, Кејлеб Кастил, Џералд Мекрејни и Ел Ел Кул Џеј. Мекрејни је унапређен у главну поставу након одласка Берета Фое и Рене Фелис Смит после претходне сезоне и Линде Хант ове сезоне. Сезона се састоји од 22 епизоде и укључује 300. епизоду серије.

## Опис
Џералд Мекрејни унапређен је у главну поставу на почетку сезоне.

## Улоге

### Главне
- Крис О’Донел као Гриша Кален
- Данијела Руа као Кензи Блај
- Ерик Кристијан Олсен као Мартин А. Дикс
- Медалион Рахими као Фатима Намази
- Кејлеб Кастил као Девин Раунтри
- Џералд Мекрејни као Холас Килбрајд
- Ел Ел Кул Џеј као Сем Хана

### Епизодне
- Питер Камбор као Нејт Гејц (Епизоде 11, 16−17)
- Линда Хант као Хенријета Ленг (Епизода 1)

## Епизоде
| Бр. у серији | Бр. у сезони | Наслов                           | Редитељ           | Сценариста                         | Пpемијерно емитовање | Прод. код | Бр. гледалаца (у милионима) |
| --- | ------------ | -------------------------------- | ----------------- | ---------------------------------- | -------------------- | --------- | --------------------------- |
| 281 | 1            | "Предмет 17"                     | Денис Смит        | Р. Скот Џемил                      | 10. октобар 2021.    | 1304      | 5.85                        |
| Док Кален сумња да Хети крије тајне о његовој прошлости, а Џоел се појављује у потрази za Катјом, МЗИС мора да уђе у траг доушнику чији је живот у опасности. Такође, Кензи и Дикс раде на проширењу своје породице.Појава Хенријете Ленг |              |                                  |                   |                                    |                      |           |                             |
| 282 | 2            | "Фукушу"                         | Денис Смит        | Кајл Харимото                      | 17. октобар 2021.    | 1302      | 5.62                        |
| МЗИС лично преузима случај пошто је отац једног полицајца, вољени старији јапанско-амерички бивши борац, жртва опаког злочина из мржње. |              |                                  |                   |                                    |                      |           |                             |
| 283 | 3            | "Везан уговором"                 | Ерик Пот          | Френк Милитари                     | 24. октобар 2021.    | 1303      | 5.78                        |
| Сем и Килбрајд су се сукобили када их је случај трговца оружја одговорног за покољ агената АДВОД-а довео до Килбрајдовог пријатеља пуковника са добрим везама оптуженог за снабдевање паравојних скупина оружјем. |              |                                  |                   |                                    |                      |           |                             |
| 284 | 4            | "Примите моје саучешће"          | Ерик Пот          | Чед Мазеро                         | 31. октобар 2021.    | 1301      | 5.07                        |
| Док Кален наставља да лови Катју, Килбрајд тражи помоћ МЗИС-а да пронађе камион пун покраденог оружја. Задатак постаје тежи када је њихов осумњичени пронађен мртав. |              |                                  |                   |                                    |                      |           |                             |
| 285 | 5            | "Подељени падамо"                | Теренс Најтингејл | Ендру Бартлс                       | 7. новембар 2021.    | 1305      | 5.37                        |
| Када је задатак МЗИС-а заштите угрожене тајне агенткиње кренуо по злу, агенти су појединачно саслушани да би сазнали шта се заиста догодило. Килбрајд мора да донесе тешку одлуку. |              |                                  |                   |                                    |                      |           |                             |
| 286 | 6            | "Залазак сунца"                  | Сузан Салц        | Ли А. Карлајл                      | 14. новембар 2021.   | 1306      | 5.21                        |
| Сем преговара, а Раунтри се крије, када је човек узео аутобус пун талаца и прети да ће га разнети ако његова ћерка не буде посхумно ослобођена за ратне злочине за које је осуђена. |              |                                  |                   |                                    |                      |           |                             |
| 287 | 7            | "Изгубљени морнар је погинуо"    | Данијела Руа      | Индира Вилсон                      | 2. јануар 2022.      | 1307      | 5.17                        |
| Екипа МЗИС-а истражује очигледно самоубиство морнаричког обавештајног официра који је скочио у смрт пошто је узео ЛСД. Такође, док је Кензи на мексичкој граници, Дикс планира да преуреди двориште без њеног учешћа. |              |                                  |                   |                                    |                      |           |                             |
| 288 | 8            | "Земља вукова"                   | Тавна Мекирнан    | Џастин Колас и Адам Џорџ Ки        | 9. јануар 2022.      | 1308      | 5.21                        |
| Екипа МЗИС-а, којој се придружила посебна агенткиња Алија де Леон, покушава да пронађе Кензи пошто ју је напала и отела паравојна скупина док је помагала скупини избеглица да пређу границу. Док је била заробљена, Кензи се повезала са једном од избеглица који су заробљени са њом, девојци у пубертету која тражи нови живот у Сједињеним Државама. |              |                                  |                   |                                    |                      |           |                             |
| 289 | 9            | "Под утицајем"                   | Џон П. Кјузакис   | Анастасија Кјузакис                | 27. фебруар 2022.    | 1309      | 5.53                        |
| Екипа МЗИС-а, још једном уз помоћ агенткиње Де Леона, помаже америчком посланику у потрази за несталом ћерком Ђиом, познатом утицатељком на друштвеним мрежама пошто је отет. Екипа се потресла када су отмичари приморали Ђиу да замоли своје пратиоце да прикупе новац за откупнину, а контра-кампања мизогиниста почиње прикупљање новца за отмичаре да би је погубили уживо на друштвеним мрежама. |              |                                  |                   |                                    |                      |           |                             |
| 290 | 10           | "Где лежи оданост (1. део)"      | Тавниа Мекирнан   | Мет Клафтер                        | 6. март 2022.        | 1310      | 5.45                        |
| Екипа МЗИС-а је позвана када је цивилна научница која ради са поморцима на развоју напредне радарске технологије убијен, а технологија украдена. Екипа открива починиоце као белу националистичку скупину која покушава да бомбардује избеглички центар динамитом који је испоручила кинеска влада у замену за радар. Иако је скупина побијена, а кинески оперативац ухапшен, технологија и даље није враћена. У међувремену, Кален је збуњен јер његов лекар упорно тврди да су њих двојица имали телефонски састанак последњих неколико дана. Епизода се завршава открићем како се непозната фигура удаљава од рачунара који је програмиран дубоком лажном технологијом први пут виђеном у епизоди „Синдрому преваранта“ да опонаша Каленово лице и глас. |              |                                  |                   |                                    |                      |           |                             |
| 291 | 11           | "Све те мале ствари (2. део)"    | Теренс О’Хара     | Р. Скот Џемил                      | 13. март 2022.       | 1311      | 5.34                        |
| Кензи и Дикс су позвани на БСД Савез да помогну у откривању идентитета родитеља новорођене бебе пронађене у товарном простору брода. Потрага је постала страшна када су агенти сазнали да се мајка породила пре термина и да постоји ризик од искрварења. Када су пронашли мајку детета, Дикс и Кензи су се потресли када су сазнали да је трудноћа младе морнарке исход силовања од стране цивилног уговарача девет месеци раније па Кален и Раунтри треба да изврше хапшење. У међувремену, Килбрајд позива бившег члана екипе ОСП-а Нејта Гејца за савет како да помогне Калену који махнито тражи Хети уз помоћ Саше Гагарин и Хариса Кина пошто је америчка беспилотна летелица напала Ал Каиду на њеном последњем познатом боравишту у Сирији. Њих двојица такође разговарају о операцији "Дрома" - операцији ЦИА-е 1970-их коју је водила Хети, а којом су врбована деца, међу којом је био и новопечено сироче Кален, у будуће америчке оперативце. Њих двојица страхују да би подаци које је разоткрила операција "Дрома" не само могли да униште везу између Хети и Калена, већ и да трајно разбију целу екипу ОСП-а. Епизода се завршава када Каленова девојка Ана Колчек улази у просторију за чамце док разговара са Каленом, али је Кален већ тамо и нема појма о разговору. |              |                                  |                   |                                    |                      |           |                             |
| 292 | 12           | "Жамор"                          | Џејмс Хенлон      | Саманта Чејс                       | 20. март 2022.       | 1312      | 5.60                        |
| Екипа ОСП-а је позвана да истражи када се непознати ваздхуоплов срушио на морнарички борбени ваздухоплов БСД Савеза. Истрага се, међутим, преокренула када се открило да је НВП (непозната ваздушна појава) рој беспилотних летелица који је купило Министарство одбране и којим управља лажни АИ састав неуронске мреже који испитује своје способности учења против америчке морнарице, "највећи могући противник против којег би састав могао да се испитује. Килбрајд говори Фатими да је истрага била само формалност како би се осигурало да одговор на могућу „претњу“ буде прикладан за програмирање АИ састава. Килбрајд такође упозорава Фатиму да су Сједињене Државе у светској трци за развој АИ технологије која подсећа на свемирску трку - трка коју, још једном, Америка не може да приушти да изгуби. У међувремену, Дикс и Кензи почињу да се припремају за инспекцију у хранитељству, свађајући се око бројних куповина које је он направио у покушају да се укаже на наклоност инспектора и повећа своју допадљивост око усвајања. |              |                                  |                   |                                    |                      |           |                             |
| 293 | 13           | "Поштено"                        | Теренс О’Хара     | Кајл Харимото                      | 27. март 2022.       | 1313      | 5.21                        |
| Када је ортак агента Министарства правде Ленса Хамилтона убијен, Сем враћа своју претходну тајну личност „Прекидача“ да би пронашао кривца. Такође Кензи, Дикс, Раунтри и Килбрајд раде на хватању ваздухопловног инжењера који је украо поверљиве шеме морнарице. |              |                                  |                   |                                    |                      |           |                             |
| 294 | 14           | "Пандорина кутија"               | Данијела Руа      | Чед Мазер и Ли А. Карлајл          | 27. март 2022.       | 1314      | 4.91                        |
| МЗИС-овци истражују пљачку врхунског складишта уметничких дела док се појављују као омгући купци на црном тржишту како би открили ко стоји иза украдених предмета. |              |                                  |                   |                                    |                      |           |                             |
| 295 | 15           | "Перцепција"                     | Бени Бум          | Фејталегра Клод                    | 10. април 2022.      | 1315      | 5.26                        |
| Полиција зауставља Раунтрија и његову млађу сестру и грубо це опходи према њима у јасном случају родног профилисања. Такође, МЗИС истражује смрт морнаричке фотографкиње која је добила задатак да забележи изградњу нове испоставе за оружје. |              |                                  |                   |                                    |                      |           |                             |
| 296 | 16           | "Војни пас"                      | Сузан Салц        | Р. Скот Џемил                      | 17. април 2022.      | 1316      | 5.64                        |
| МЗИС истражује отмицу главног наредника Бумера, војног радног пса. У међувремену, Сем жели да прода свој брод како би могао да брине о оцу који болује од Алцхајмерове болести, а Кален се састао са Нејтом како би разговарао о забрињавајућем низу недавних догађаја око свог живота. |              |                                  |                   |                                    |                      |           |                             |
| 297 | 17           | "Постање"                        | Џон П. Кјузакис   | Ендру Бартлс                       | 24. април 2022.      | 1317      | 5.65                        |
| Екипа помаже официру поморске обавештајне службе Ахилу Алију да пронађе колегу официра који је нестао док је врбовао стране оперативце као могуће изворе обавештајних података. Кален и психолог Нејт Гејц проналазе човека који је изгледаобучавао и Калена и Катју. |              |                                  |                   |                                    |                      |           |                             |
| 298 | 18           | "Прати новац"                    | Рик Танел         | Мет Клафтер и Индира Гибсон Вилсон | 1. мај 2022.         | 1318      | 5.21                        |
| МЗИС истражује убиство жене запослене у програму противракетне одбране морнарице и њену везу са украденом ракетном технологијом морнарице. Сабатино је доведен да помогне док је Кален повучен са дужности због јаких лажњака које је послала Катја. Међутим, Кален користи време за лов на Катју. Строги социјални радник посећује Дикса. Сем расправља о продаји свог брода. |              |                                  |                   |                                    |                      |           |                             |
| 299 | 19           | "Живи слободно или умри стоички" | Данијела Руа      | Ерик Кристијан Олсен               | 1. мај 2022.         | 1319      | 5.19                        |
| Екипа МЗИС-а ради са агенткињом Управе за сузбијање дрога Талијом Дел Кампо на проналажењу несталог узбуњивача који ће сведочити против произвођача оружја који продају оружје нарко картелима. Ерик свима шаље новац и говори им да купе нешто што су одувек желели. |              |                                  |                   |                                    |                      |           |                             |
| 300 | 20           | "Посао и породица"               | Денис Смит        | Р. Скот Џемил                      | 8. мај 2022.         | 1320      | 5.18                        |
| МЗИС истражује када су два мушкарца разнесена сопственим динамитом док су покушавали да провале у војни штаб. Кален жели да направи следећи корак у вези са Аном. Сем је довео оца да живи са њим. |              |                                  |                   |                                    |                      |           |                             |
| 301 | 21           | "Низ зечју рупу"                 | Френк Милитари    | Френк Милитари                     | 15. мај 2022.        | 1321      | 5.33                        |
| Екипа ОСП-а покушава да пронађе Калена пошто је упао у замку коју је поставила Катја и отет. Уз помоћ Џоел и Ане, екипа сем Дикса надмудрује Катине велике лажњаке, психолошки рат и лажне трагове како би спасила свог вођу. Усред расула, Џоел убија Катју и њеног савезника у знак одмазде пошто је изгубила ногу због Катје. |              |                                  |                   |                                    |                      |           |                             |
| 302 | 22           | "Сви заједно"                    | Џон П. Кјузакис   | Кајл Харимото                      | 22. мај 2022.        | 1322      | 4.44                        |
| Екипа лови екипу која пљачка коцкарнице по Лос Анђелесу војним оружјем. У међувремену, Кензи и Дикс сазнају да је њихов захтев за усвајање Росе одобрен чиме су званично постали хранитељи. Након овог случаја, екипа прославља Росино усвајање журком на плажи где је Кален, пошто је чуо Анину жељу да живи остатак живота са њим, коначно запросио Ану. Ана у сузама пристаје и постаје му вереница на велико одушевљење остатка екипе. |              |                                  |                   |                                    |                      |           |                             |

## Производња

### Развој
Дана 23. априла 2021. објављено је да је ЦБС обновио серију морнарички истражитељи: Лос Анђелес за тринаесту сезону. Члан главне поставе серије Ерик Кристијан Олсен написао је сценарио за деветнаесту епизоду сезоне док је чланица главне поставе Данијела Руа режирала ту епизоду. Дана 5. јануара 2022. објављено је да је производња обустављена до фебруара због варијанте вируса Корона (Омикрон).

### Избор глумаца
Када је серија обновљена, објављено је да су глумци Крис О'Донел и Ел Ел Кул Џеј потписали уговоре о повратку. Дана 24. маја 2021. откривено је да ће Берет Фоа и Рене Фелис Смит напустити серију након дванаесте сезоне. Касније тог дана је потврђено да ће се Линда Хант вратити у сезони пошто се само повремено појављивала током претходне три сезоне. Међутим, Хантова се појавила само у првој епизоди и била је одсутна до краја сезоне. Дана 2. јуна 2021. објављено је да је Џералд Мекрејни унапређен у главну поставу у овој сезони.

## Издање
Дана 19. маја 2021. објављено је да ће серија задржати термин у недељом у 21:00 час. Дана 12. јула 2021. откривено је да ће сезона бити премијерно приказана 10. октобра 2021. Серија је наставила да се емитује после серија Праведник и Екипа МВК-оваца у прве четири епизоде. Након тога, после серије је ишла серија ПОПТ.
У Великој Британији, 13. сезона серије Морнарички истражитељи: Лос Анђелес је уклоњена од уобичајеног термина за премијеру у децембру како би се омогућило емитовање последње сезоне серије Морнарички истражитељи: Нови Орлеанс 27. априла 2022. "Sky Max" је одредио датум премијере 13. сезоне за 15. мај, 2022.

## Напомена
1. ↑  Епизода "Фукушу" је једина епизода у сезони која уместо шпице има само наслов и име творца.